# Manot (Israel)
Manot es un moshav ubicado en el norte de Israel. Se encuentra cerca de Nahariya en la jurisdicción del concejo regional de Ma'ale Yosef. (en hebreo: מָנוֹת, lit. Porciones) es un moshav en el norte de Israel. Se encuentra ubicado cerca de Shlomi en la jurisdicción del concejo Regional de Ma'ale Yosef. En el año 2016 tenía una población de 405 habitantes.

## Historia
El moshav fue establecido en 1980 por los residentes de otro moshavim cercano, con la asistencia de la Agencia Judía. Toma su nombre de las ruinas de un asentamiento en la zona, también llamado Manot.